# Jete
Jete és un municipi de província de Granada, amb una superfície de 13,90 km², una població de 	891 habitants (2008) i una densitat de població de 55,25 hab/km².